# Csepel 103
A Csepel 103 a Pfaff 103 licence alapján létrehozott varrógép, melyet a magyar Weiss Manfréd Acél- és Fémművek gyártott a 30-as években.

## Leírása
Gyorsjáratú, kettős körforgóhoroggal és csuklós fonalfektetővel ellátott varrógép.
Feje egyszerű, letisztult, nem tartalmaz díszítőelemeket. Arany indusztriális felirattal van ráírva az osztálya, többi része fekete. Asztala öntöttvas art déco lábakkal egyfiókos faasztallappal, nem behajtható, hanem rátehető tetővel rendelkezik. Több helyen olvasható rajta a Csepel és WM felirat (pedál, láb, fiókkilincs és dobozfogó) mely a gyártóra utal. Szinte teljesen megegyezik (a feliratokat leszámítva) az eredeti Pfaff 103-assal.